# Campionati del mondo di ciclismo su pista 2014 - Scratch femminile
La gara di scratch femminile ai Campionati del mondo di ciclismo su pista 2014 si svolse il 26 febbraio 2014 su un percorso di 40 giri, per un totale di 10 km. Fu vinta dalla belga Kelly Druyts, che completò la prova in 12'59"821 alla media di 46,1646 km/h.

## Podio
| Pos.    | Atleta              | Nazionalità |
| ------- | ------------------- | ----------- |
| Oro     | Kelly Druyts        | Belgio      |
| Argento | Katarzyna Pawłowska | Polonia     |
| Bronzo  | Evgeniya Romanyuta  | Russia      |

## Risultati
| Posizione | Atleta                  | Nazione       | Gap in giri |
| --------- | ----------------------- | ------------- | ----------- |
| 1         | Kelly Druyts            | Belgio        |             |
| 2         | Katarzyna Pawłowska     | Polonia       |             |
| 3         | Evgeniya Romanyuta      | Russia        |             |
| 4         | Jennifer Valente        | Stati Uniti   |             |
| 5         | Laurie Berthon          | Francia       |             |
| 6         | Leire Olaberria         | Spagna        |             |
| 7         | Yumari González         | Cuba          |             |
| 8         | Danielle King           | Gran Bretagna |             |
| 9         | Giorgia Bronzini        | Italia        |             |
| 10        | Katsiaryna Barazna      | Bielorussia   |             |
| 11        | Jarmila Machačová       | Rep. Ceca     |             |
| 12        | Diao Xiao Juan          | Hong Kong     |             |
| 13        | Alzbeta Pavlendová      | Slovacchia    |             |
| 14        | Caroline Ryan           | Irlanda       |             |
| 15        | Stephanie Pohl          | Germania      |             |
| 16        | Jannie Salcedo Zambrano | Colombia      |             |
| 17        | Mayra Rocha             | Messico       |             |
| 18        | Tetyana Klimchenko      | Ucraina       |             |
| 19        | Ashlee Ankudinoff       | Australia     |             |
|           | Jupha Somnet            | Malaysia      | DNF         |

DNF = Prova non completata